# Falé
Carlos Francisco Carvalho Falé (Redondo, 11 de junho de 1933 - Évora, 12 de junho de 2022) foi um futebolista, defesa central português e treinador. Como jogador notabilizou-se ao serviço do Lusitano de Évora, clube ao qual chegou com 17 anos e onde foi capitão, sendo um dos totalistas que cumpriram todas as 14 épocas do clube alentejano na 1.ª Divisão. 

## Carreira
Nascido na Vila de Redondo, Carlos Falé começou a sua carreira no Redondense, tendo com apenas 17 anos assinado pelo Lusitano de Évora, um ano antes de o clube subir à 1.ª Divisão. Em 1950/51 ingressou no Lusitano Ginásio Clube na categoria de juniores, sendo também sapateiro de profissão. Nas horas vagas arranjava as botas das várias equipas do clube.
Rapidamente passou à equipa principal e a partir da época 1955/56, com Severiano Correia a treinador, torna-se titular indiscutível da equipa eborense. Foi Internacional pela Seleção Militar por diversas vezes, com destaque para o torneio da Nato em Abril de 1956, cujo segundo dia de competição se disputou também no Campo Estrela em Évora, onde teve a companhia dos colegas de clube Dinis Vital e Zé Pedro Biléu.
Curiosamente vestiu um dia a camisola do Sporting Clube de Portugal, por ocasião da inauguração do antigo Estádio José Alvalade em 10 de Junho de 1956, defrontando o Clube Regatas Vasco da Gama  com vitória dos brasileiros por 3-2.
No final da carreiro representou ainda o União de Montemor. 
Dedicou-se ainda nos seus últimos anos a preservar o espólio do Lusitano de Évora, clube do qual era o sócio 683, num pequeno museu que foi montando.

## Morte
Faleceu em Évora no dia 12 de junho de 2022, um dia após completar 89 anos. O jornalista do Diário do Sul, Mário Simões dedicou-lhe um especial elogio nas páginas deste diário na sua edição de 15 de junho de 2022. 